# Булий Євген Дмитрович
Євген Дмитрович Булий (нар. 18 липня 1995) — український футболіст, захисник.

## Життєпис
Вихованець СДЮСШОР «Чорноморець» (Одеса). У 2011 році переведений до першої команди, в складі якої, однак, не зіграв жодного офіційного матчу. Тому залучався до матчів другої команди, в футболці якої дебютував 23 липня 2011 року в нічийному (2:2) виїзному поєдинку Групи «А» другої ліги чемпіонату України проти «Єдності». Євген вийшов на поле на 80-й хвилині, замінивши Олександра Томаха. Загалом у футболці «Чорноморця-2» провів 3 поєдинки. У серпні 2014 року перейшов до ФК «Костулень» з Національного дивізіону Молдови. У складі молдовського клубу відіграв 2 поєдинки.